# 7365-ös mellékút (Magyarország)
A 7365-ös számú mellékút egy bő hét kilométer hosszú, négy számjegyű országos közút Vas vármegye déli részén. Azon felül, hogy összeköti a végponti településeket, valamint azokat az országos közutakat, amelyekből kiágazik, illetve amelyekbe beletorkollik, kiemelt szerepe van a térség fontos idegenforgalmi célpontjának számító Szajki-tavak turisztikai jellegű kiszolgálásában is.

## Nyomvonala
A 8-as főútból ágazik ki, nem sokkal annak 125,800-as kilométerszelvénye előtt, Hosszúpereszteg belterületének déli részén. Kezdeti szakasza dél felé indul és az Árpád utca nevet viseli, 1. kilométere után beletorkollik kelet felől a rövidke 7366-os út, körülbelül 1,6 kilométer megtétele után. Innentől a neve Hunyadi utca lesz, így lép ki a település házai közül, 1,4 kilométer megtétele után.
Ezt követően is változatlanul nagyjából déli irányban halad, míg ki nem ágazik belőle, 4,4 kilométer után, nyugat-délnyugat felé egy alsóbbrendű út a Szajki-tavak mellett kialakult üdülőtelep felé. Kicsivel ezután az út is ugyanebbe az irányba fordul, majd az 5,350-es kilométerszelvényénél keresztezi a tavakat tápláló vízfolyást, és egyben átlép a következő település, Mikosszéplak területére, ahol már egyértelműen délnyugati irányban halad.
Mikosszéplak külterületén ér véget, beletorkollva a 7359-es útba, annak majdnem pontosan a 8. kilométerénél. Egyenes folytatása a korábbi irányát követve a 7359-es út további szakasza. Teljes hossza, az országos közutak térképes nyilvántartását szolgáló kira.gov.hu adatbázisa szerint 7,256 kilométer.